# Marionetten NV
Marionetten NV is een sciencefictionverhaal geschreven door de Amerikaan Ray Bradbury in 1949. Marionettes, Inc. was eerder verschenen in het blad Startling stories. Het werd later opgenomen in de verzameling The illustrated man. In het Nederlandse taalgebied verscheen in de bundel De geïllustreerde man bij Born NV Uitgeversmaatschappij in de serie Born SF (1976). 

## Het verhaal
Twee mannen in hun dertiger jaren Smith en Braling zitten onder de plak van hun vrouwen. Braling heeft er iets op gevonden. Hij heeft een androïde gekocht bij Marionetten BV. Deze androïde  neemt zijn plaats in als hij even aan zijn vrouw wil ontsnappen. Het verschil met zijn daadwerkelijke ik wordt gevormd door een zacht tikkend geluid. Smith ziet dan ook wel zitten en wil er ook een bestellen. Als hij thuiskomt blijkt er echter door zijn vrouw Nettie geld te zijn opgenomen. Hij wil tegen haar uitvaren, zij reageert daar nauwelijks op. Als hij dicht bij haar komt staan, hoort hij het tikkende geluid… Braling zelf probeert voor hem en zijn androïde het leven zo aangenaam mogelijk te maken. Als hij weer thuiskomt wil hij zijn vervanger weer in de verpakking stoppen waarin hij gekomen is. Zijn vervanger pikt dat niet en sluit Braling zelf in de kist op. De androïde is ondertussen namelijk zelf verliefd geworden op mevrouw Braling.
Er zijn van dit verhaal een hoorspel (X Minus One) gemaakt en een televisiefilm (Alfred Hitchcock presents) onder de titel Design for loving. Ook in het Ray Bradbury Theater was het te zien. Het verhaal was opnieuw als hoorspel te horen in 2014 op BBC Radio 4.   